# 6400 Georgealexander
6400 Georgealexander è un asteroide della fascia principale. Scoperto nel 1991, presenta un'orbita caratterizzata da un semiasse maggiore pari a 3,0144414 UA e da un'eccentricità di 0,1601929, inclinata di 12,73016° rispetto all'eclittica.